# 全国FM連合
全国FM連合（ぜんこくエフエムれんごう）は、日本民間放送連盟に加盟するFMラジオ局全52社が加盟するラジオネットワークであり、親睦団体でもある。

## 歴史
日本の民放FM局は、エフエム東京が中心となった「全国FM放送協議会」（略称：JFN）、J-WAVEが中心となった「JAPAN FM LEAGUE」（略称：JFL）、外国語FM局のネットワーク「MegaNet」、それに独立系のFM局が、それぞれ独自の活動を行ってきた。
しかし、2000年代におけるメディア業界を巡る激変の影響により、各社の経営は悪化。経営体力のない社が破綻に追い込まれる事態も起きた。
2003年9月24日、当時53社あった民放FMのすべての局の社長がTOKYO FMホールに集い、「全国FM連合」を結成、FMケータイの発売開始を前に「Now on Air」（今放送している楽曲の、曲名やアーティスト名）を全53局が同じシステムを使って配信し、FM放送と通信を融合したサービスを展開することによる媒体力の強化を宣言した。これがスタートであり、日本民間放送連盟や加盟ラジオ局101社（当時、主にAM放送局）が集う「民放連ラジオ委員会」からは独立した、民放FM局独自の運動体であった。
その後2007年3月末まで、全局を挙げた告知キャンペーンや、屋外ビジョン展開、全国のタワーレコード店舗とのコラボレーションなどを精力的に行い、FMチューナーを搭載した携帯電話は投入する携帯通信会社も3社に増え、機種も続々増えていった。それと並行して求心力が衰え、運動は失速した。2007年9月頃になると、「全国FM連合」の活動は、「Meet the Music LIVE!」構想が浮上する2007年12月まで、休眠状態となった。
ラジオのネットワークとしてはそれぞれの系列があるため、正確には「ネットワークの連合体」かオリンピック中継における「ジャパンコンソーシアム」の様な形態でもある。しかし、2008年に再び活動が活性化し、サザンオールスターズ（サザン）のリーダー・桑田佳祐や、2008年から12年まで活動を休止していたサザンのコンサートを中継するなど、実績を上げつつある。また、大手通信会社KDDIと協力関係を結び、相互技術協力やコンテンツのマルチメディア展開を行っている。
結成意図
- auFMラジオ付携帯電話の普及、及びFMラジオ付携帯電話でのFMラジオ聴取率向上
- FMラジオ局全体の団結と活性化

活動実績
- MEET THE MUSIC

幹事局は全てエフエム東京。ナビゲーターは小林克也。
1. 2008年3月23日 19:00-20:00（生放送）、5月5日25:00-27:00（録音完全版） - 桑田佳祐 アコースティックライブ in 石垣島
2. 2008年8月30日 25:00-27:00（8月24日収録、横浜市・横浜国際総合競技場） - サザンオールスターズ『真夏の大感謝祭』30周年記念LIVE
3. 2009年3月22日 19:00-20:00（和歌山ビッグホエール、生放送） - コブクロ・ファンフェスタ 2009
4. 2009年9月19日 25:00-27:00 - 忌野清志郎Rock'n roll Radio show
5. 2010年3月21日 19:00-20:00（ビルボードライブ東京、生放送） - レミオロメン
6. 2011年3月20日 19:00-20:00（沖縄ナムラホール、生放送） - Superfly（9日前の11日に東日本大震災が起き開催出来る状況ではなくなったため中止）
7. 2012年3月18日19:00-20:00（宮城県、生放送） - 福山雅治（当時、放送時間にJ-WAVEを配信しているコミュニティ放送局も同時ネット）

- 東日本大震災復興支援　長渕剛 RUN FOR TOMORROW 〜明日に向かって〜（コミュニティ放送を含む被災地域のみネット対象）

2012年で終了（以後開催されていない）。

## 加盟局
- この表は、都道府県コードの順で記載。
- 系列
  - JFN=●
  - JFL=▲
  - MegaNet=■
  - 独立局=★

| エリア         | 通称 （愛称または略称） | 社名                     | 系列                  | 備考 |
| -------------- | ----------------------- | ------------------------ | --------------------- | --- |
| 北海道         | AIR-G'                  | エフエム北海道           | ●                     | |
| 北海道         | NORTH WAVE              | FM NORTH WAVE            | ▲                     | |
| 青森県         | AFB                     | エフエム青森             | ●                     | |
| 岩手県         | FM岩手                  | エフエム岩手             | ●                     | |
| 宮城県         | Date fm                 | エフエム仙台             | ●                     | |
| 秋田県         | AFM                     | エフエム秋田             | ●                     | |
| 山形県         | Rhythm Station          | エフエム山形             | ●                     | 2010年3月31日までの愛称はBoy-FM                                                                                          |
| 福島県         | ふくしまFM              | エフエム福島             | ●                     | |
| 栃木県         | RADIO BERRY             | エフエム栃木             | ●                     | |
| 群馬県         | FMぐんま                | エフエム群馬             | ●                     | |
| 埼玉県         | NACK5                   | エフエムナックファイブ   | ★                     | 2001年6月までの社名はエフエム埼玉                                                                                        |
| 千葉県         | bayfm                   | ベイエフエム             | ★                     | 2004年9月までの社名はエフエムサウンド千葉                                                                                |
| 東京都         | TOKYO FM                | エフエム東京             | ●                     | |
| 東京都         | J-WAVE                  | J-WAVE                   | ▲                     | 2003年9月30日までの社名はエフエムジャパン                                                                                |
| 東京都         | InterFM                 | エフエムインターウェーブ | ■                     | |
| 神奈川県       | Fm yokohama             | 横浜エフエム放送         | ★                     | |
| 新潟県         | FM-NIIGATA              | エフエムラジオ新潟       | ●                     | |
| 新潟県         | FM PORT                 | 新潟県民エフエム放送     | ▲→★                   | |
| 富山県         | FMとやま                | 富山エフエム放送         | ●                     | |
| 石川県         | HELLO FIVE              | エフエム石川             | ●                     | |
| 福井県         | FM福井                  | 福井エフエム放送         | ●                     | |
| 山梨県         | FM FUJI                 | エフエム富士             | ●→★（1992年脱退）     | |
| 長野県         | FM長野                  | 長野エフエム放送         | ●                     | |
| 岐阜県         | Radio 80                | 岐阜エフエム放送         | ●                     | |
| 静岡県         | K-MIX                   | 静岡エフエム放送         | ●                     | |
| 愛知県         | FM AICHI                | エフエム愛知             | ●                     | |
| 愛知県         | ZIP-FM                  | ZIP-FM                   | ▲                     | 2004年9月30日までの社名はエフエム名古屋                                                                                  |
| 愛知県         | RADIO-i                 | 愛知国際放送             | ■                     | 2010年9月30日限りで閉局                                                                                                  |
| 三重県         | レディオキューブ FM三重 | 三重エフエム放送         | ●                     | |
| 滋賀県         | e-radio                 | エフエム滋賀             | ●                     | |
| 京都府         | α-STATION               | エフエム京都             | ★                     | |
| 大阪府         | FM OSAKA                | エフエム大阪             | ●                     | |
| 大阪府         | FM802                   | FM802                    | ▲                     | |
| 大阪府         | FM COCOLO               | FM802                    | ■                     | 2012年3月31日までは関西インターメディアが運営。事業譲渡のため法人としては別個                                            |
| 兵庫県         | Kiss FM KOBE            | 兵庫エフエム放送         | ★→●（2010年11月から） | 2010年11月4日に新法人として加盟                                                                                          |
| 兵庫県         | Kiss-FM KOBE            | Kiss-FM KOBE             | ★→●→★                 | 2003年6月30日までの社名は兵庫エフエムラジオ放送。加盟/脱退の経緯については当該項目を参照のこと                           |
| 鳥取県・島根県 | V-air                   | エフエム山陰             | ●                     | 親局:松江市 |
| 岡山県         | FM岡山                  | 岡山エフエム放送         | ●                     | |
| 広島県         | HFM                     | 広島エフエム放送         | ●                     | |
| 山口県         | FMY                     | エフエム山口             | ●                     | |
| 徳島県         | FMとくしま              | エフエム徳島             | ●                     | |
| 香川県         | FM香川                  | エフエム香川             | ●                     | |
| 愛媛県         | JOEU-FM                 | エフエム愛媛             | ●                     | |
| 高知県         | Hi-Six                  | エフエム高知             | ●                     | |
| 福岡県         | FM FUKUOKA              | エフエム福岡             | ●                     | |
| 福岡県         | CROSS FM                | CROSS FM                 | ▲                     | 2008年6月30日までは株式会社エフエム九州が運営。事業譲渡のため法人としては別個                                            |
| 福岡県         | LOVE FM                 | ラブエフエム国際放送     | ■                     | 2010年12月31日までは株式会社九州国際エフエムが運営。事業譲渡のため法人としては別個 2011年6月30日までの社名は天神エフエム |
| 佐賀県         | FMS                     | エフエム佐賀             | ●                     | |
| 長崎県         | fm nagasaki             | エフエム長崎             | ●                     | 2007年3月31日までの愛称はSmile-FM                                                                                        |
| 熊本県         | FMK                     | エフエム熊本             | ●                     | 2005年3月31日までの社名はエフエム中九州                                                                                  |
| 大分県         | Air-Radio FM88          | エフエム大分             | ★→●（1991年10月加盟） | |
| 宮崎県         | JOY FM                  | エフエム宮崎             | ●                     | |
| 鹿児島県       | μFM                     | エフエム鹿児島           | ●                     | |
| 沖縄県         | FM沖縄                  | エフエム沖縄             | ●                     | |